# Ter Kamerenbos
Ter Kamerenbos (franska: Bois de la Cambre) är en skog i Belgien.   Den ligger i provinsen Hainaut och regionen Vallonien, i den centrala delen av landet, 6 km söder om huvudstaden Bryssel.
I omgivningarna runt Ter Kamerenbos växer i huvudsak blandskog. Runt Ter Kamerenbos är det tätbefolkat, med 659 invånare per kvadratkilometer.